# Fumar

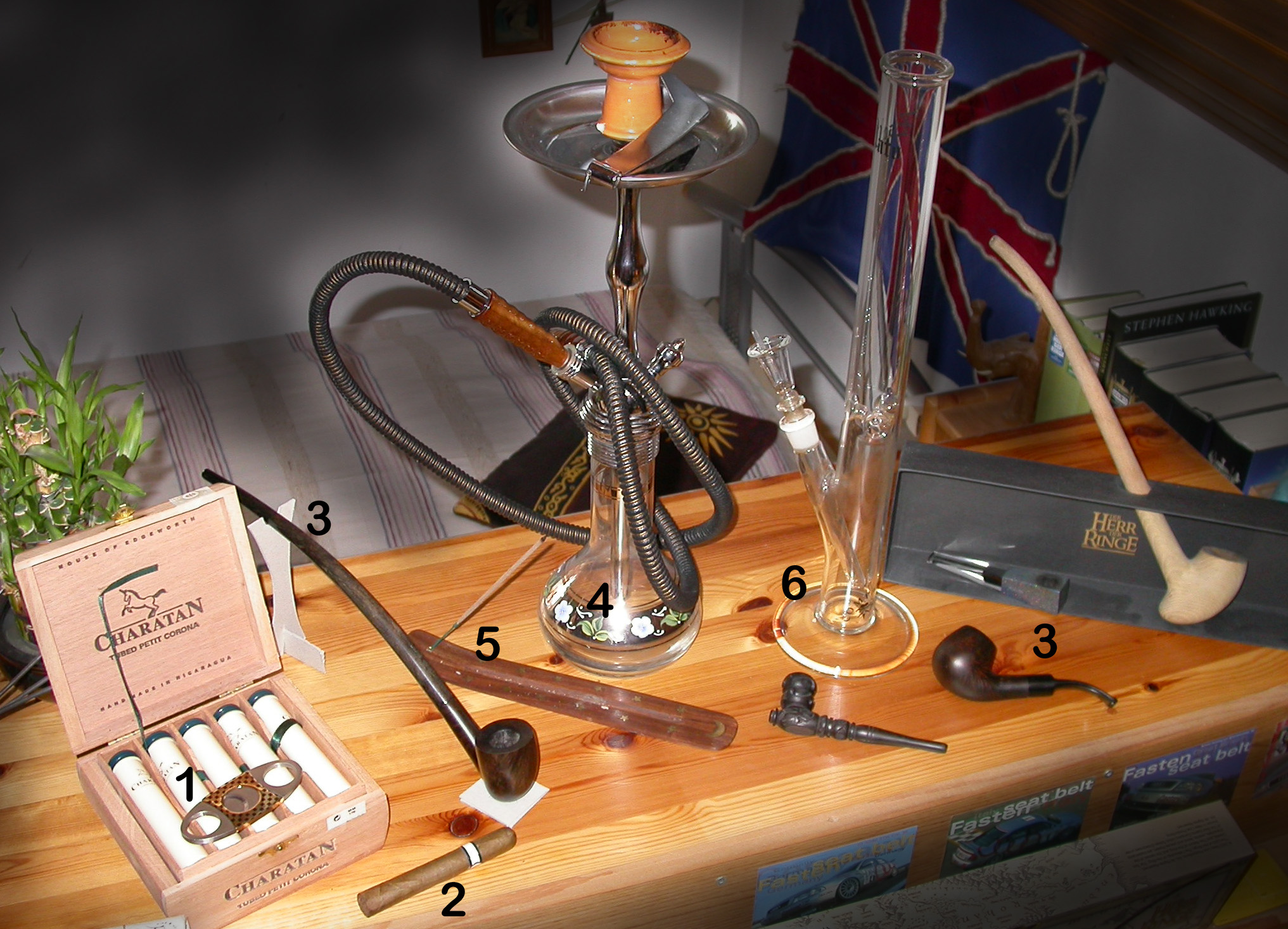
Distintas maneras de fumar tabaco.
1. Caja de puros y cortapuros.
2. Puro
3. Pipas.
4. Narguile.
5. Incienso.
6. Bong.

El acto de fumar  es una práctica donde una sustancia (comúnmente tabaco, pero también puede ser opio o marihuana, entre otros) es quemada y acto seguido se prueba o inhala su humo, principalmente debido a que a través de la combustión se desprenden sustancias activas (como la nicotina), que son absorbidas por el cuerpo a través de los pulmones.
El acto de fumar puede formar parte de distintos rituales, inducir a algún trance o a alcanzar una "iluminación espiritual", dependiendo del tipo de sustancia.

## Métodos para fumar
El método de fumar más común en la actualidad es a través de cigarros, principalmente aquellos manufacturados industrialmente, aunque también están disponibles en formato para ser enrollados a mano (tabaco de liar). Otras maneras de fumar, aunque no son tan comunes es a través de pipas, puros, narguiles y bongs.

## Historia

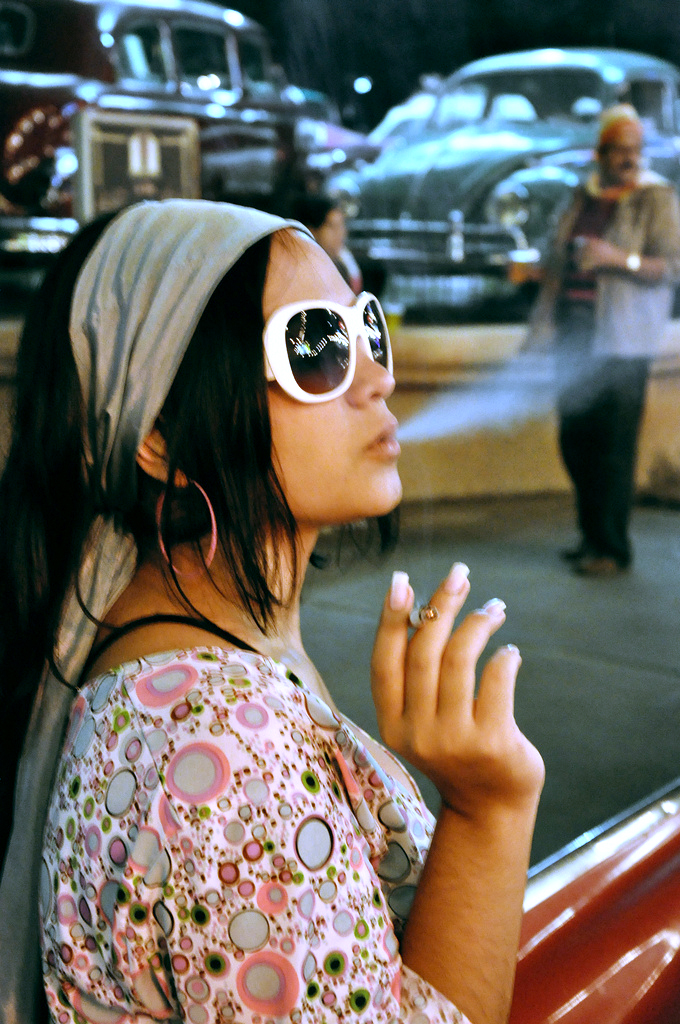
Mujer fumando.

La acción de fumar puede remontarse hasta el siglo II a. C., aproximadamente, y está registrada en diferentes culturas alrededor del mundo. El fumado de tabaco, en un principio era exclusivo del continente americano. Después de la conquista de América por parte de los europeos, la práctica de fumar tabaco se propagó rápidamente por el resto del mundo. En regiones como la India y el África subsahariana se mezcló con las prácticas existentes (principalmente fumar marihuana). En Europa marcó el inicio de una nueva actividad social desconocida hasta aquel entonces.

## En la cultura popular

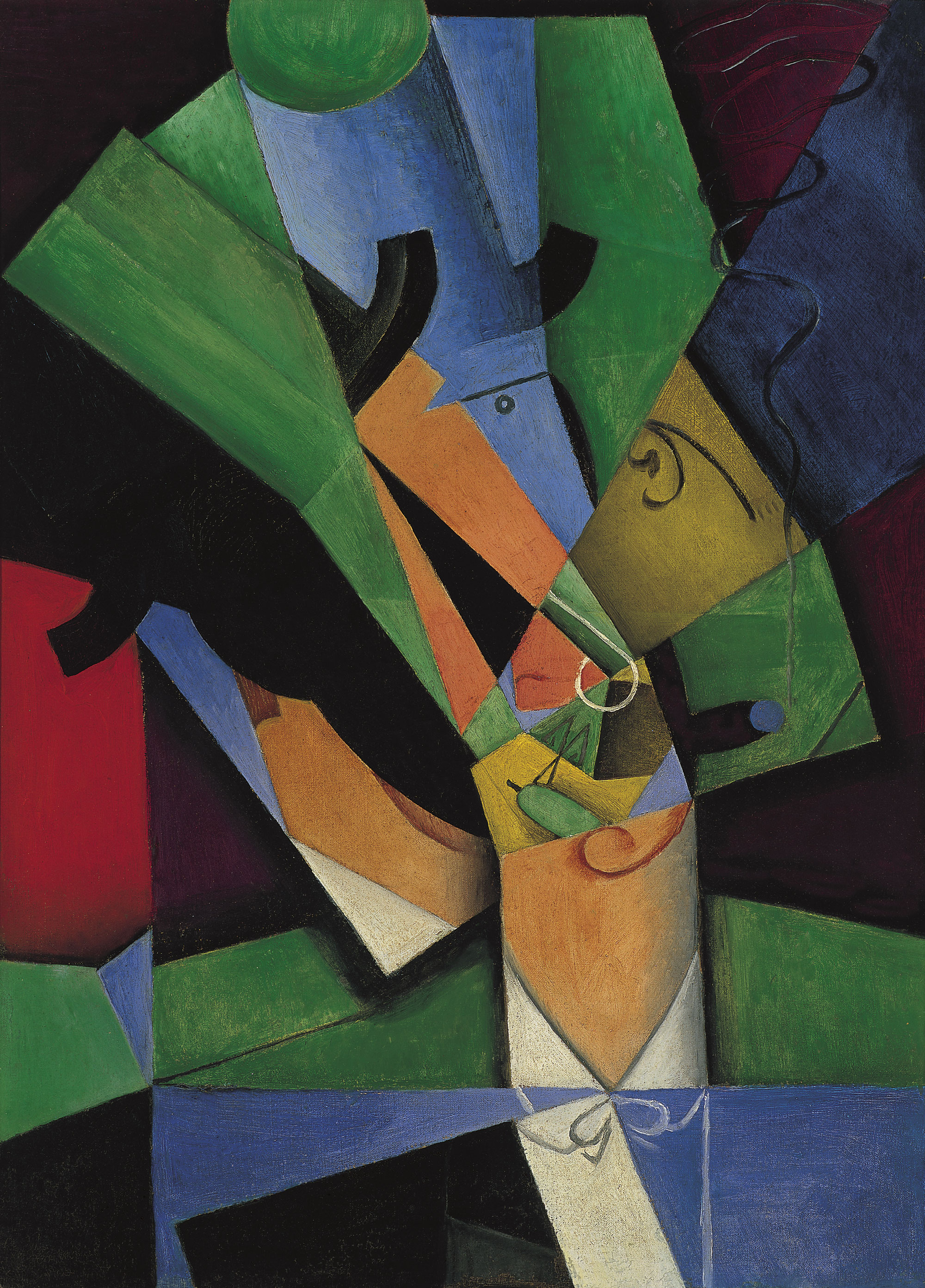
El fumador, obra de Juan Gris (1913). Museo Thyssen Bornemisza.

La percepción cultural que rodea al acto de fumar ha variado conforme el paso del tiempo conectarse con otro mundo y entre un lugar y otro: sagrado o pecaminoso, sofisticado o vulgar. Sólo en nuestros días, y principalmente en los países industrializados, fumar ha comenzado a verse como negativo.

## Efectos sobre la salud

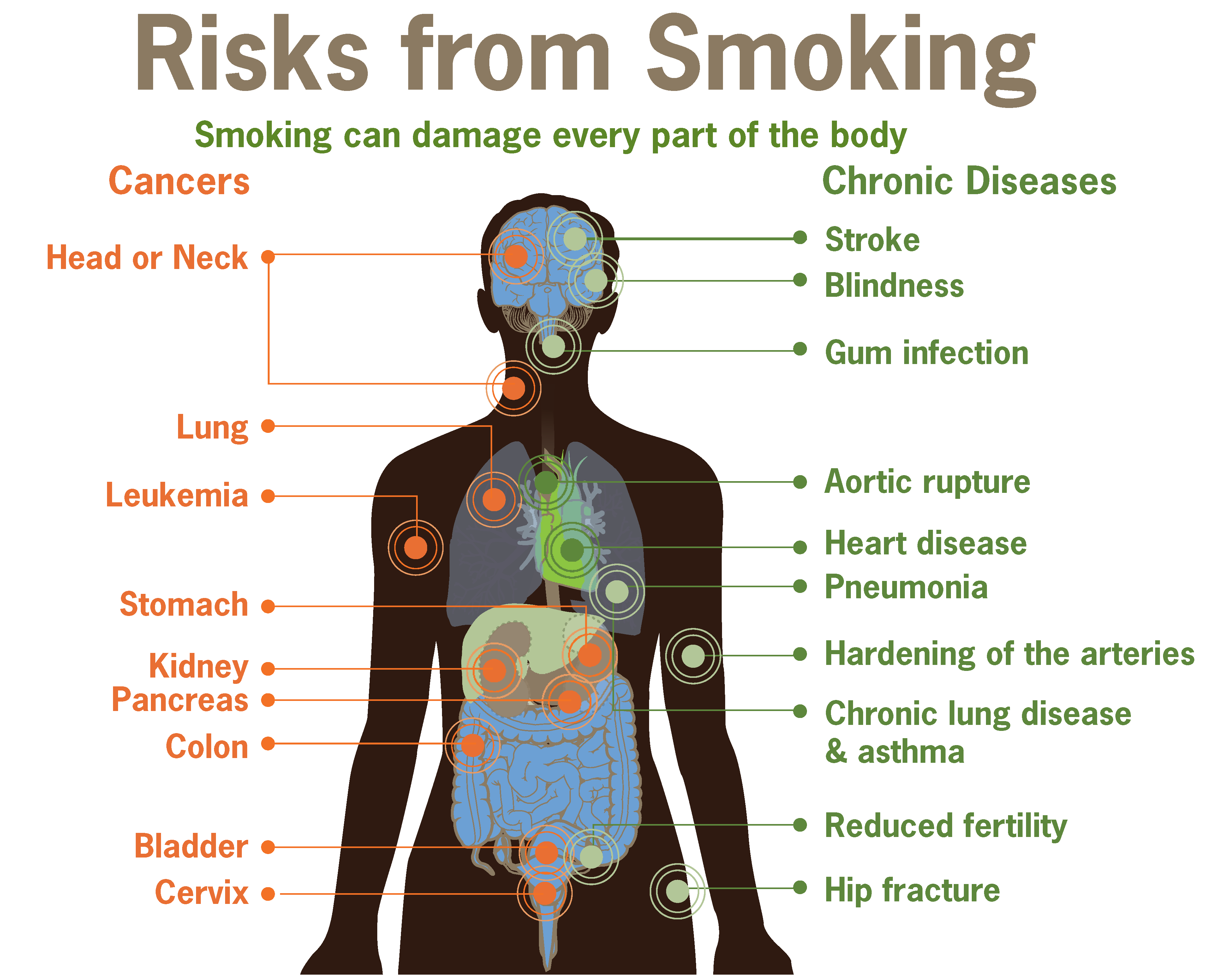
Diagrama del cuerpo humano que muestra algunas de las enfermedades causadas por el tabaquismo.

El tabaquismo es una de las principales causas evitables de mortalidad en todo el mundo y es la causa del 15% de todas las muertes, de las cuales el 2% son no fumadores que mueren debido al humo ajeno. En los Estados Unidos de América, alrededor de 500.000 muertes al año se atribuyen a enfermedades relacionadas con el tabaquismo y un estudio reciente estimó que hasta 1/3 de la población masculina de China verá acortada significativamente su esperanza de vida debido al tabaco. Los hombres y las mujeres fumadores pierden una media de 13,2 y 14,5 años de vida, respectivamente. Al menos la mitad de los fumadores de toda la vida mueren antes como consecuencia del tabaco. El riesgo de morir de cáncer de pulmón antes de los 85 años es del 22,1% para los hombres fumadores y del 11,9% para las mujeres fumadoras, en ausencia de otras causas de muerte. Las estimaciones correspondientes para los no fumadores de toda la vida son una probabilidad del 1,1% de morir de cáncer de pulmón antes de los 85 años para un hombre de ascendencia europea, y una probabilidad del 0,8% para una mujer. Fumar sólo un cigarrillo al día da lugar a un riesgo de cardiopatía coronaria que está a medio camino entre el de un fumador empedernido y el de un no fumador. La relación dosis-respuesta no lineal puede explicarse por el efecto del tabaquismo en la agregación plaquetaria.
Entre las enfermedades que puede provocar el tabaquismo se encuentran la estenosis vascular, el cáncer de pulmón, los infartos de miocardio y la enfermedad pulmonar obstructiva crónica (EPOC). Fumar durante el embarazo puede causar TDAH al feto[59].
El tabaquismo es un factor de riesgo fuertemente asociado a la periodontitis y la pérdida de dientes.  Los efectos del tabaquismo en los tejidos periodontales dependen del número de cigarrillos fumados diariamente y de la duración del hábito. Un estudio demostró que los fumadores tenían 2,7 veces y los ex fumadores 2,3 veces más probabilidades de tener enfermedad periodontal establecida que los no fumadores, independientemente de la edad, el sexo y el índice de placa, sin embargo, el efecto del tabaco en los tejidos periodontales parece ser más pronunciado en los hombres que en las mujeres. Estudios han revelado que los fumadores tienen más probabilidades de sufrir una pérdida ósea dental más grave que los no fumadores [1]; además, las personas que fuman y beben alcohol en exceso tienen un riesgo mucho mayor de desarrollar cáncer oral (de boca y de labio) en comparación con las personas que no fuman ni beben. Fumar también puede causar melanosis en la boca.
El tabaquismo también se ha asociado a afecciones orales, fallos en implantes y cáncer oral.  Fumar puede afectar a los procesos inmunitario-inflamatorios, lo que puede aumentar la susceptibilidad a las infecciones; puede alterar la micobiota oral y facilitar la colonización de la cavidad oral con hongos y mohos patógenos.
Muchos gobiernos intentan disuadir a la gente de fumar con campañas antitabaco en los medios de comunicación que hacen hincapié en los efectos nocivos a largo plazo del tabaco. El tabaquismo pasivo, o tabaquismo de segunda mano, que afecta a las personas que se encuentran en las inmediaciones de los fumadores, es una de las principales razones de la imposición de la prohibición de fumar. Se trata de leyes que impiden fumar en lugares públicos cerrados, como bares, pubs y restaurantes, reduciendo así la exposición de los no fumadores al humo de segunda mano. Una preocupación común entre los legisladores es desincentivar el consumo de tabaco entre los menores y muchos estados han aprobado leyes contra la venta de productos del tabaco a menores de edad (estableciendo una edad mínima para fumar). Muchos países en vías de desarrollo no han adoptado políticas antitabaco, lo que ha llevado a algunos a reclamar campañas antitabaco y una mayor educación para explicar los efectos negativos del HTA (humo ambiental del tabaco) en los países en vías de desarrollo.[cita requerida] La publicidad del tabaco también se regula en ocasiones para hacer que fumar resulte menos atractivo.
A pesar de las numerosas prohibiciones, los países europeos siguen ocupando 18 de los 20 primeros puestos y, según la empresa de estudios de mercado ERC, los fumadores más empedernidos son los griegos, con una media de 3.000 cigarrillos por persona en 2007. Las tasas de tabaquismo se han estabilizado o han disminuido en el mundo desarrollado, pero siguen aumentando en los países en desarrollo. En Estados Unidos, los índices de tabaquismo se han reducido a la mitad entre 1965 y 2006, pasando del 42% al 20,8% en adultos.
Los efectos de la adicción en la sociedad varían considerablemente entre las distintas sustancias que se pueden fumar y los problemas sociales indirectos que causan, en gran parte debido a las diferencias en la legislación y la aplicación de la legislación sobre estupefacientes en todo el mundo. 
Fumar es un factor de riesgo en la enfermedad de Alzheimer. Aunque se ha demostrado que fumar más de 15 cigarrillos al día empeora los síntomas de la enfermedad de Crohn, fumar ha demostrado que en realidad disminuye la prevalencia de la colitis ulcerosa.
Los fumadores tienen entre un 30 y un 40% más de probabilidades de desarrollar diabetes de tipo 2 que los no fumadores, y el riesgo aumenta con el número de cigarrillos fumados.